# 24 ذو القعدة
- السبت
- الأحد
- الاثنين
- الثلاثاء
- الأربعاء
- الخميس
- الجمعة

- 2826 أبريل 2025
- 2927 أبريل 2025
- 3028 أبريل 2025
- 129 أبريل 2025
- 230 أبريل 2025
- 31 مايو 2025
- 42 مايو 2025
- 53 مايو 2025
- 64 مايو 2025
- 75 مايو 2025
- 86 مايو 2025
- 97 مايو 2025
- 108 مايو 2025
- 119 مايو 2025
- 1210 مايو 2025
- 1311 مايو 2025
- 1412 مايو 2025
- 1513 مايو 2025
- 1614 مايو 2025
- 1715 مايو 2025
- 1816 مايو 2025
- 1917 مايو 2025
- 2018 مايو 2025
- 2119 مايو 2025
- 2220 مايو 2025
- 2321 مايو 2025
- 2422 مايو 2025
- 2523 مايو 2025
- 2624 مايو 2025
- 2725 مايو 2025
- 2826 مايو 2025
- 2927 مايو 2025
- 128 مايو 2025
- 229 مايو 2025
- 330 مايو 2025

24 ذو القعدة أو 24 ذو القعدة الحرام أو يوم 24 \ 11 (اليوم الرابع والعشرون من الشهر الحادي عشر) هو اليوم التاسع عشر بعد الثلاثمائة (319) من أيَّام السنة (أو العشرون بعد الثلاثمائة لو كان شهر رمضان مُتممًا لليوم الثلاثين أو الحادي والعشرون بعد الثلاثمائة لو أتم كلاً من صفر وربيع الآخر وجمادى الآخرة وشعبان ورمضان ثلاثين يوماً) وفق التقويم الهجري القمري (العربي). يبقى بعده 35 أو 36 يومًا لانتهاء السنة.

## أحداث
- 10هـ - خروج الرسول محمد من المدينة إلى مكة للحج فيما أصبح يعرف بحجة الوداع لأن الرسول ودّع فيها البيت الحرام، وودّع فيها الناس وداع مفارق. وتسمى أيضاً حجة الإسلام؛ لأن النبي لم يحج قبلها ولا بعدها حجة منذ فرض الله الحج على المسلمين، أما قبل ذلك فقد كان يحج عندما كان بمكة. وتسمى حجة البلاغة؛ لأن الرسول بلغ الناس فيها مناسك حجهم، وأوقفهم فيها على واجباتهم، وأزال عنهم كل ما علق بمناسك الحج من جاهليتهم. وخرج معه خلق كثير من المدينة وغيرها من سائر الأقطار التي وصل إليها الإسلام.
- 169هـ - خروج الحسين بن علي الحسني صاحب فخ من المدينة المنورة متوجهاً إلى مكة بمن معه من العلويين والأتباع ـ وهم نحو ثلاثمئة ـ وأمّر على المدينة ديناراً الخزاعي.
- 648هـ - وصول السلطان الأيوبي توران شاه إلى المنصورة بعد أن انتصر المسلمون في معركة المنصورة، وقيامهم لاحقاً باكتساح الصليبيين في فارسكور.
- 657هـ - تنصيب سيف الدين قطز كثالث سلاطين مماليك مصر.
- 1102هـ - الجيش العثماني يخوض معركة شرسة ضد الجيش الألماني، خسر فيها العثمانيون 5 آلاف جندي، والألمان 40 ألف قتيل، ورغم ذلك كانت المعركة في صالح الألمان، وقد قتل في هذه المعركة الصدر الأعظم فاضل مصطفى باشا الكوبريللي.
- 1298هـ - مدينة القيروان التونسية تستسلم للفرنسيين بعد تحريك عدة فرق فرنسية نحوها، باعتبارها مصدر المقاومة ضدهم.
- 1305هـ - الصحفي علي بوشوشة يصدر جريدة «الحاضرة» في تونس.
- 1324هـ - حزب الشباب التونسي يؤسس جريدة «التونسي» باللغة الفرنسية.
- 1326هـ - السلطان عبد الحميد الثاني يفتتح مجلس المبعوثان (النواب) الذي ضم 275 نائبًا، منهم 140 نائبا تركيا، و60 عربيا، وعدد من النواب اليهود والمسيحيين والأرمن والصرب والبلغار والألبان.
- 1334هـ - استسلام الحامية التركية في الطائف للقوات العربية.
- 1377هـ - مجلس الأمن الدولي يقرر إرسال مراقبين إلى لبنان بعد تفجر أزمة سياسية بين الرئيس كميل شمعون ومعارضيه.
- 1382هـ - توقيع ميثاق الوحدة الثلاثي بين مصر وسوريا والعراق.
- 1396هـ - قوات الردع العربية تدخل بيروت في محاولة لإيقاف الحرب الأهلية التي تفجرت في 2 ربيع الآخر 1395هـ بين المسلمين والمسيحيين.
- 1407هـ - ولي العهد ورئيس الوزراء الكويتي الشيخ سعد العبد الله الصباح يعلن أن قيام الكويت باستئجار بعض الناقلات وإعادة تسجيل عدد من الناقلات الكويتية لدى دول صديقة كان نتيجة استمرار الاعتداءات على السفن الكويتية جراء الحرب العراقية الإيرانية.
- 1412هـ - لاعب الكاراتيه السوداني هاشم بدر الدين يعتدي على حسن الترابي في أوتوا بكندا.
- 1414هـ - إسحق رابين وياسر عرفات يوقعان اتفاقية سلام تمنح الفلسطينيين السلطة على قطاع غزة وأريحا.
- 1425هـ - اغتيال محافظ بغداد علي الحيدري و6 من أفراد حمايته الشخصية.
- 1431هـ - مسلحون تابعون لتنظيم القاعدة في بلاد الرافدين يقتحمون كنيسة في بغداد ويقتلون 58 شخصًا في الحادثة المعروفة بمجزرة سيدة النجاة.
- 1435هـ - عشرات القتلى والجرحى في اشتباكات بين الحوثيين والجيش اليمني شمال العاصمة اليمنية صنعاء خلال موجة احتجاجات عارمة.

## مواليد
- 1346هـ - سميحة توفيق، ممثلة مصرية.
- 1377هـ - جمال سليم، داعية إسلامي، وسياسي فلسطيني وقيادي في حركة المقاومة الإسلامية (حماس).
- 1412هـ - ياسر الشهراني، لاعب كرة قدم سعودي.

## وفيات
- 1211هـ - رجب خزندار، وزير علي باي الثاني.
- 1301هـ - سليم البستاني، صحفي لبناني.
- 1410هـ - أحمد العدواني، شاعر كويتي.
- 1429هـ - عمر بن أحمد جردي مدخلي، رجل دين سعودي.
- 1432هـ - الأمير سلطان بن عبد العزيز آل سعود، ولي العهد النائب الأول لرئيس مجلس الوزراء و وزير الدفاع والطيران والمفتش العام في المملكة العربية السعودية.

## وصلات خارجية
- صحيفة اليوم: حدث في مثل هذا اليوم.
- موقع قصة الإسلام: حدث في شهر ذو القعدة.